# Associazione Sportiva Pescara 1970-1971
Questa voce raccoglie le informazioni riguardanti l'Associazione Sportiva Pescara nelle competizioni ufficiali della stagione 1970-1971.

## Rosa
| N. |                   | Ruolo | Calciatore           |
| -- | ----------------- | ----- | -------------------- |
|    | Italia (bandiera) |       | Aquilini             |
|    | Italia (bandiera) | A     | Attilio Arditi       |
|    | Italia (bandiera) | A     | Antonio Bonaldi      |
|    | Italia (bandiera) | C     | Angelo Carrano       |
|    | Italia (bandiera) | D     | Rino Ceccardi        |
|    | Italia (bandiera) | A     | Ezio Cialini         |
|    | Italia (bandiera) | A     | Bruno Cicogna        |
|    | Italia (bandiera) | A     | Raffaello Ciocca     |
|    | Italia (bandiera) |       | D'Ambrosio           |
|    | Italia (bandiera) |       | Davì                 |
|    | Italia (bandiera) | A     | Loris De Carolis     |
|    | Italia (bandiera) | A     | Gianfranco De Marchi |
|    | Italia (bandiera) | A     | Renzo Di Carlo       |

| N. |                   | Ruolo | Calciatore            |
| -- | ----------------- | ----- | --------------------- |
|    | Italia (bandiera) | C     | Rodolfo Di Federigo   |
|    | Italia (bandiera) | A     | Leonardo Di Francesco |
|    | Italia (bandiera) | C     | Piero Giagnoni        |
|    | Italia (bandiera) | P     | Domenico Lamia Caputo |
|    | Italia (bandiera) | C     | Valerio Majo          |
|    | Italia (bandiera) | A     | Edoardo Miscia        |
|    | Italia (bandiera) | C     | Michele Moro          |
|    | Italia (bandiera) | A     | Antonio Ortolano      |
|    | Italia (bandiera) | D     | Gianni Palanca        |
|    | Italia (bandiera) | C     | Edmondo Prosperi      |
|    | Italia (bandiera) | D     | Ampelio Simeoni       |
|    | Italia (bandiera) | D     | Pasquale Tancredi     |
|    | Italia (bandiera) | P     | Giuseppe Ventura      |